# Кухари (Ленчицький повіт)
Кухари (пол. Kuchary) — село в Польщі, у гміні Вітоня Ленчицького повіту Лодзинського воєводства.
Населення — 208 осіб (2011).
У 1975—1998 роках село належало до Плоцького воєводства.

## Демографія
Демографічна структура станом на 31 березня 2011 року:
|          | Загалом | Допрацездатний вік | Працездатний вік | Постпрацездатний вік |
| -------- | ------- | ------------------ | ---------------- | -------------------- |
| Чоловіки | 107     | 20                 | 79               | 8                    |
| Жінки    | 101     | 17                 | 64               | 20                   |
| Разом    | 208     | 37                 | 143              | 28                   |